# Crowned Unholy
Crowned Unholy è il settimo album in studio del gruppo musicale svedese The Crown, pubblicato nel 2004.

## Il disco
Si tratta del remake del quinto album in studio del gruppo Crowned in Terror, con registrazioni vocali di Johan Lindstrand e del basso di Magnus Olsfelt, un nuovo intro, nuove parti elettroniche e di programmazione.

## Tracce
1. House of Hades (Intro) – 1:01
2. Crowned in Terror – 5:00
3. Under the Whip – 3:58
4. Drugged Unholy – 4:11
5. World Below – 5:51
6. The Speed of Darkness – 5:11
7. Out for Blood – 2:44
8. (I Am) Hell – 4:17
9. Death Is the Hunter – 4:19
10. Satanist – 3:48
11. Death Metal Holocaust – 3:17

## Formazione
- Marcus Sunesson - chitarra
- Johan Lindstrand - voce
- Marko Tervonen - chitarra
- Janne Saarenpää - batteria, programmazione, synth
- Magnus Olsfelt - basso